# Torupa flo
Torupa flo är en grund och öppen vattensamling belägen intill Riksväg 9 mellan Vitemölla och Ravlunda i Simrishamns kommun i Skåne.

## Natur och fågelliv
Torupa flo ligger i ett öppet beteslandskap och är en välkänd lokal för fågelskådning som lockar många vadare, änder och gäss. Vattensamlingen är grund och torkar ofta ut under torra sommarmånader. Eftersom den är grund fryser den ofta tidigt under vintern, vilket ibland utnyttjas för skridskoåkning av boende i området.
Torupa flo ligger inom Mölleåns avrinningsområde och har pekats ut av Simrishamns kommun som ett värdefullt naturområde med biologiska, kulturhistoriska, friluftsmässiga och skönhetsmässiga värden.

## Namn
I namnet Torupa flo syftar Torup på det närbelägna Torups slott i Vitaby socken, som tillhörde Kristinehovs fideikommiss, medan flo är skånska för en grund, ofta uttorkande vattensamling.